# Eoscyllina rufitibialis
Eoscyllina rufitibialis is een rechtvleugelig insect uit de familie veldsprinkhanen (Acrididae). De wetenschappelijke naam van deze soort is voor het eerst geldig gepubliceerd in 1985 door Li, Ji & Lin.